# Los dioses ajenos
Los dioses ajenos es una película de Argentina filmada en colores dirigida por Román Viñoly Barreto según el guion de Hugo Moser que se estrenó el 24 de junio de 1958 y que tuvo como protagonistas a Olga Zubarry y Enrique Fava. Fue filmada en escenarios naturales de la Quebrada de Humahuaca y representó al país en el Festival Internacional de Cine de Berlín de 1958.

## Sinopsis
La maestra rural del pueblo de Tilcara le enseña a un arqueólogo porteño el sentido de la vida y de los pueblos indígenas.

## Reparto
- Olga Zubarry
- Enrique Fava
- Félix Chilliguay

## Comentarios
Clarín dijo:

”Excelente fotografía…Mensaje fallido.”

La Nación opinó:

”La pompa verbal del diálogo y su pretendida fuerza conceptual (absolutamente inaceptable en el caso de la maestra) acrecienta definitivamente el esquematismo de los personajes y su falta total de verosimilitud….Pudo ser un documental estimable, pero ha concluido en un mero discurso agobiado de frases y de retórica.”